# Еволюція людини (книга)
Еволюція людини — тритомна науково-популярна книга біолога й популяризатора науки Олександра Маркова, написана за участі біологині Олени Наймарк. Томи мають підзаголовки «Книга 1. Мавпи, кістки й гени», «Книга 2. Мавпи, нейрони й душа» і  «Книга 3. Кістки, гени й культура». Перше видання вийшло в 2011 році, після чого книгу неодноразово перевидавали. «Еволюція людини» здобула переважно позитивні відгуки від журналістів і вчених, увійшла в численні списки рекомендованої науково-популярної літератури і стала лауреатом премії «Просвітитель» у рік виходу.

## Зміст
Перший тому книги присвячений власне еволюції людини — антропогенезу, другий — біології поведінки, а третій — культурі предків сучасних людей. Багато оглядачів вважають, що головна ідея «еволюції людини» полягає в тому, що всі особливості поведінки й культури людини, в тому числі ті, які прийнято вважати необумовленими біологією, є результатом еволюції. Книга Маркова підводить читача до неможливості божественного втручання чи існування души у релігійному сенсі. Також однією з ключових ідей книги оглядачі назвали думку про те, що не можна провести чітку межу в процесі еволюції між людиною і його предками-гомінідами. Журналіст Юрій Угольников відзначив, що книга відображає прихильність Маркова теорії палеоантрополог Овена Лавджоя про важливість стратегії «секс в обмін на їжу» в еволюційному розвитку приматів. Багато уваги приділено поведінці й фізіології людини, її «місцю» серед інших тварин, у тому числі відмінностям людини від інших приматів. В кінці видання є словничок наукових термінів.

## Реакція
Журналісти похвалили книгу за зрозумілий виклад принципів еволюційної біології, відзначивши при цьому науковість тексту. Наукова журналістка Ася Казанцева вважала, що «Еволюція людини» написана більш доступно, ніж попередня науково-популярна книга Маркова «Народження складності», і добре пояснює популярні спірні питання, наприклад, тему мітохондріальної Єви. Письменниця Мая Кучерська зауважила, що в тексті багато жартів. Сам Марков назвав книги складними, але досить зрозумілими для школярів або студентів, зацікавлених еволюційною біологією. Палеонтолог Кирило Єськов у своїй рецензії вважав, що «Еволюція людини» стала «культурною подією» та похвалив її за розкриття у популярному форматі досягнень сучасної науки. Біолог Олександр Балакірєв, запрошений експерт «Всенауки», назвав її «золотим стандартом» науково-популярної літератури.
Деякі журналісти та вчені розкритикували книгу. Зоолог Євген Панов вважає, що Марков, як фахівець з палеонтології, докладно й повно пише про антропогенез, але його інтерпретація палеонтологічних фактів викликає сумніви. На його думку, Марков поширює усталені в науковій літературі стереотипи про еволюцію поведінки людини. Юрій Угольников у статті 2021 року написав, що Марков об'єктивно викладає наукові факти, але при цьому ідеї, виражені в книзі, «потребують безліч уточнень». Крім того, на його думку, завдяки останнім дослідженням у галузі антропології книга «ґрунтовно застаріла», і ця обставина є її єдиним недоліком.
Марія Єліферова в тексті для видання «Горький» позитивно відгукнулася про першу частину книги, включивши її до списку п'яти рекомендованих книг про еволюцію, але вважала, що друга книга, «Мавпи, нейрони та душа», вийшла менш вдалою. Книга також увійшла до списку дванадцяти найкращих науково-популярних книг для школярів від порталу «ПостНаука», опублікованого у 2017 році, та до списку п'яти найкращих російськомовних книг про еволюцію людини, зібраного у 2020 році порталом «Всенаука». В межах просвітницького проєкту «Дігітека» від «Всенауки» другий том «Еволюції людини» був опублікований у вільному доступі на сайті проєкту.

## Нагороди
Книга стала лауреатом премії «Просвітитель» у 2011 році. У 2015 році за цю та інші науково-популярні роботи Олександров Марков отримав премію «За вірність науці» у номінації «Популяризатор науки».